# Pellegriniodendron
Pellegriniodendron es un género monotípico de la subfamilia Caesalpinioideae perteneciente a la familia de las legumbres Fabaceae. Su única especie: Pellegriniodendron diphyllum (Harms) J.Leonard, es originaria de África.

## Descripción
Es un árbol que alcanza los 5-25 m de altura, con el tronco de 20 cm de diámetro, raramente más grueso, las ramas inferiores desordenadas cerca del suelo y caídas en la corona. Su hábito es similar al de Gilbertiodendron limba.

## Distribución y hábitat
Se encuentra en pequeños lugares húmedos, a orillas de los ríos, en las partes sombreadas de los bosques de hoja perenne. Se distribuye por Camerún, Gabón, Ghana y Costa de Marfil.
Es muy parecida a  Gilbertiodendron unijugum.